# Перемога (Калиновская община)
Перемога (укр. Перемога) — село, входит в Броварский район Киевской области Украины.
Население по переписи 2001 года составляло 213 человек. Почтовый индекс — 07402. Телефонный код — 4594. Занимает площадь 1,36 км². Код КОАТУУ — 3221255605. Входит в Калиновский поселковый совет, который до 2003 года был сельским, село имело код 3221283205.
В 1992 году юго-восточная часть села Перемога выделена в отдельное село Димитрово. 
С 1 марта 2022 село Перемога стало ареной боевых действий между украинской армией и российскими оккупационными войсками, местных жителей эвакуируют в Бровары.

## Местный совет
07443, Киевская обл., Броварский р-н, пгт Калиновка, ул. Черниговская, 20